# Торговля душами
«Торговля душами» — немой полнометражный фильм, рассказывающий о «белых рабынях» — молодых девушках, которых насильно заставляли заниматься проституцией.

## Сюжет
Девушка пытается вывести на чистую воду человека, похитившего её сестру.

## Продолжительность
Оригинальная продолжительность составляла 88 минут, что было очень необычным в то время. В 1934 году в силу вошёл закон о запрете на постельные сцены, или Кодекс Хейса. Вскоре этот фильм сократили более чем на половину (до 41 минуты), убрав из него эротические сцены и жестокость.

## Интересные факты
- Бюджет фильма составил 25.000$, сумма по тем временам огромная. Однако фильм окупился, собрав более полумиллиона.[2]
- Премьера фильма состоялась 24 ноября 1913 года.[3]
- В 2006 году фильм был включён в Национальный реестр фильмов.[4]